# Circello
Circello är en ort och kommun i provinsen Benevento i regionen Kampanien i Italien. Kommunen hade 2 322 invånare (2017).